# 3-metil-2-ossobutanoato idrossimetiltransferasi
La 3-metil-2-ossobutanoato idrossimetiltransferasi è un enzima appartenente alla classe delle transferasi, che catalizza la seguente reazione:
5,10-metilenetetraidrofolato + 3-metil-2-ossobutanoato + H2O ⇄ tetraidrofolato + 2-deidropantoato